# محمدرضا سنگ‌سفیدی
محمدرضا سنگ‌ سفیدی (متولد ۱۱ آبان ۱۳۶۸ در تهران)
بازیکن تیم ملی فوتسال در پست وینگر راست می‌باشد. وی سابقهٔ بازی در تیم‌های دبیری تبریز، تأسیسات دریایی تهران و مس سونگون و گیتی پسند اصفهان را دارد و یکی از تاثیرگذارترین بازیکن‌ها در موفقیت و قهرمانی تیم‌های باشگاهی و تیم ملی ایران می‌باشد.

## افتخارات

### ملی
- مقام سوم جام جهانی فوتسال (کلمبیا) ۲۰۱۶.[۲]
- قهرمانی جام ملتهای آسیا (چین تایپه) ۲۰۱۸
- قهرمانی جام ملتهای آسیا (ازبکستان) ۲۰۱۶
- قهرمان المپیک داخل سالن آسیا (ترکمنستان) ۲۰۱۷
- نایب‌قهرمانی جایزه‌بزرگ (گرند پریکس) ۲۰۱۵
- مقام سوم جایزه‌بزرگ (گرند پریکس) ۲۰۱۴
- قهرمان تورنمت چین ۲۰۱۳

### باشگاهی
- قهرمانی جام باشگاه‌های آسیا ۲۰۱۵ (اصفهان)
- ۱۳۹۲–۹۳ قهرمان به همراه دبیری (تبریز)
- ۱۳۹۳–۹۴ قهرمانی به همراه تأسیسات دریایی (تهران)
- ۱۳۹۴–۹۵ قهرمانی به همراه تأسیسات دریایی (تهران)
- ۱۳۹۶–۹۷ قهرمانی با مس سونگون (تبریز)
- ۱۳۹۷–۹۸ قهرمانی با  مس سونگون (تبریز)
- ۱۴۰۰– قهرمانی با گیتی پسند (اصفهان)